# Mauzoleum Janta-Połczyńskich w Raciążu
Grobowiec rodziny Janta-Połczyńskich znajdujący się w Raciążu k. Tucholi. W Mauzoleum spoczywa trzynastu członków tejże rodziny. Najbardziej znanymi przedstawicielami, których wyeksponowano w głównej kwaterze, są Leon Janta-Połczyński, działacz niepodległościowy i minister rolnictwa, oraz jego żona Maria Janta-Połczyńska zd. Komierowska, która była matką chrzestną żaglowca „Dar Pomorza”. Jedną z najmłodszych osób pochowanych w tymże mauzoleum jest Maciej Janta-Połczyński, syn Leona i Marii. Zmarł w 1940 r. w wieku 37 lat, z powodu dolegliwości reumatyczno-sercowych, które były następstwem ciężkich warunków w Langwasser, gdzie przez pewien czas przebywał.
Budowla powstała na przełomie XIX i XX wieku w stylu klasycystycznym. Całkowicie murowana, a dach jest zwieńczony kamiennym krzyżem. Mauzoleum jest wpisane do rejestru zabytków.
W 2022 roku zakończył się kompleksowy remont Mauzoleum, który został zrealizowany przez Fundację "Pomorska Inicjatywa Historyczna" wraz z Fundacją Wizja Rozwoju, przy współfinansowaniu przez Kancelarię Prezesa Rady Ministrów.

## Pochowani
- Józef Janta-Połczyński (1758–1828) z żoną Anna z d. Steffens
- Antoni Janta-Połczyński (1792–1844)
- Wincenty Janta-Połczyński (1793–1833), szambelan polskiego dworu cesarza Mikołaja I
- Adam Janta-Połczyński (1805–1865)
- Marianna Janta-Połczyńska, dobrodziejka parafii w Raciążu
- Agnieszka z d. Janta-Połczyńska (1806–1874) i jej mąż Józef Janta-Połczyński (1811–1890) oraz ich zmarłe w dzieciństwie dzieci Maria i Helena
- Adam Janta-Połczyński (1839–1901), syn Józefa i Agnieszki
- Leontyna Janta-Połczyńskia z d. Zabłocka (1842–1867), pierwsza żona Adama, matka Leona
- Leon Janta-Połczyński (1867–1961) i jego żona Maria Janta-Połczyńska z d. Komierowska (1880–1970)
- Maciej (1903–1940), syn Leona i Marii
- Helena Janta-Połczyńska z d. Zabłocka, druga żona Adama
- Zofia Janta-Połczyńska (1873–1885), córka Adama i Heleny
- Adam Janta-Połczyński (1874–1902), syn Adama i Heleny
- Maria z d. Janta-Połczyńska, żona Adama, syna Adama i Heleny, córka Nepomucena
- Marysia Janta-Połczyńska (1898), córka Adama i Marii

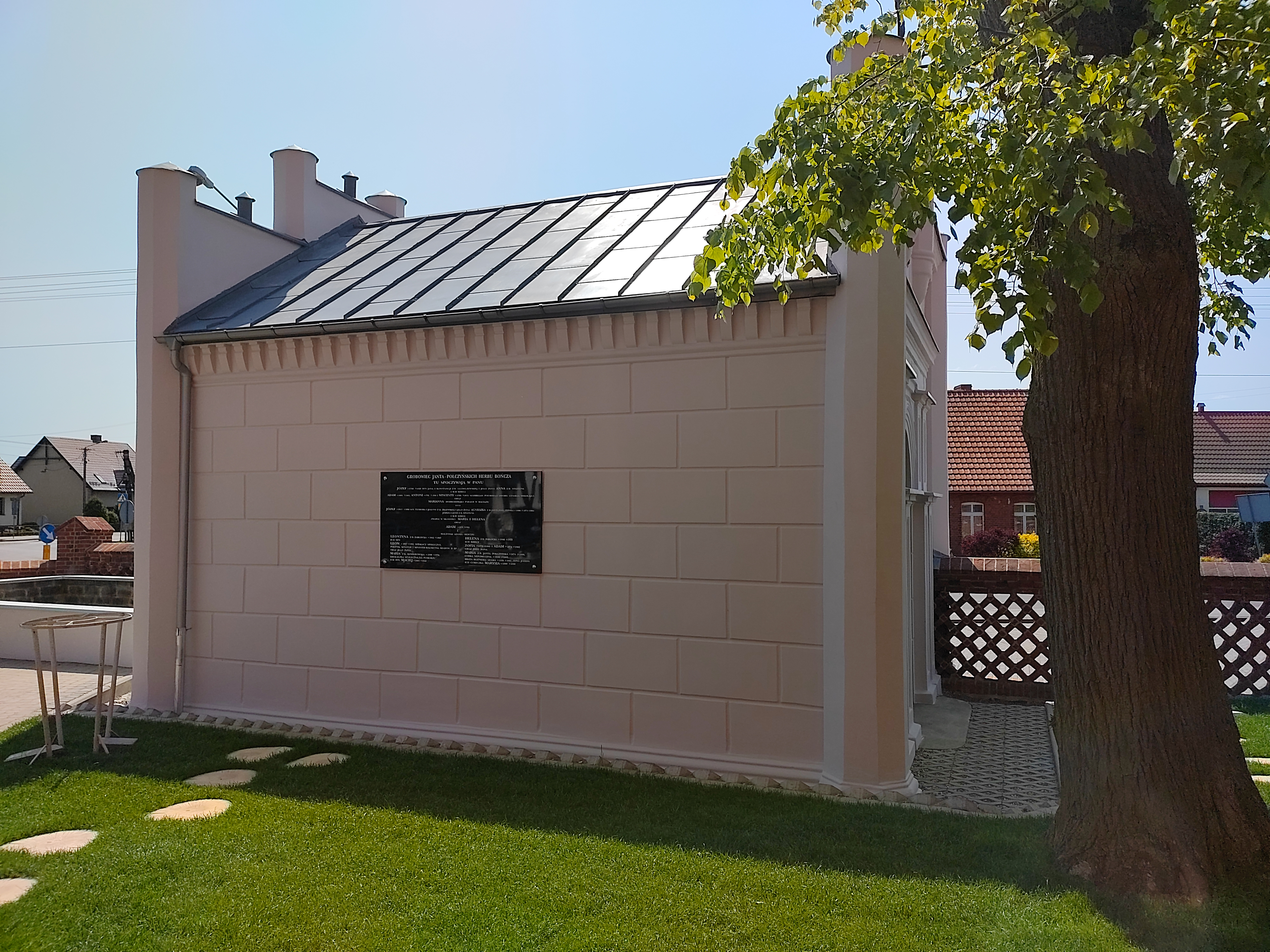
Stan po renowacji (lewa strona)
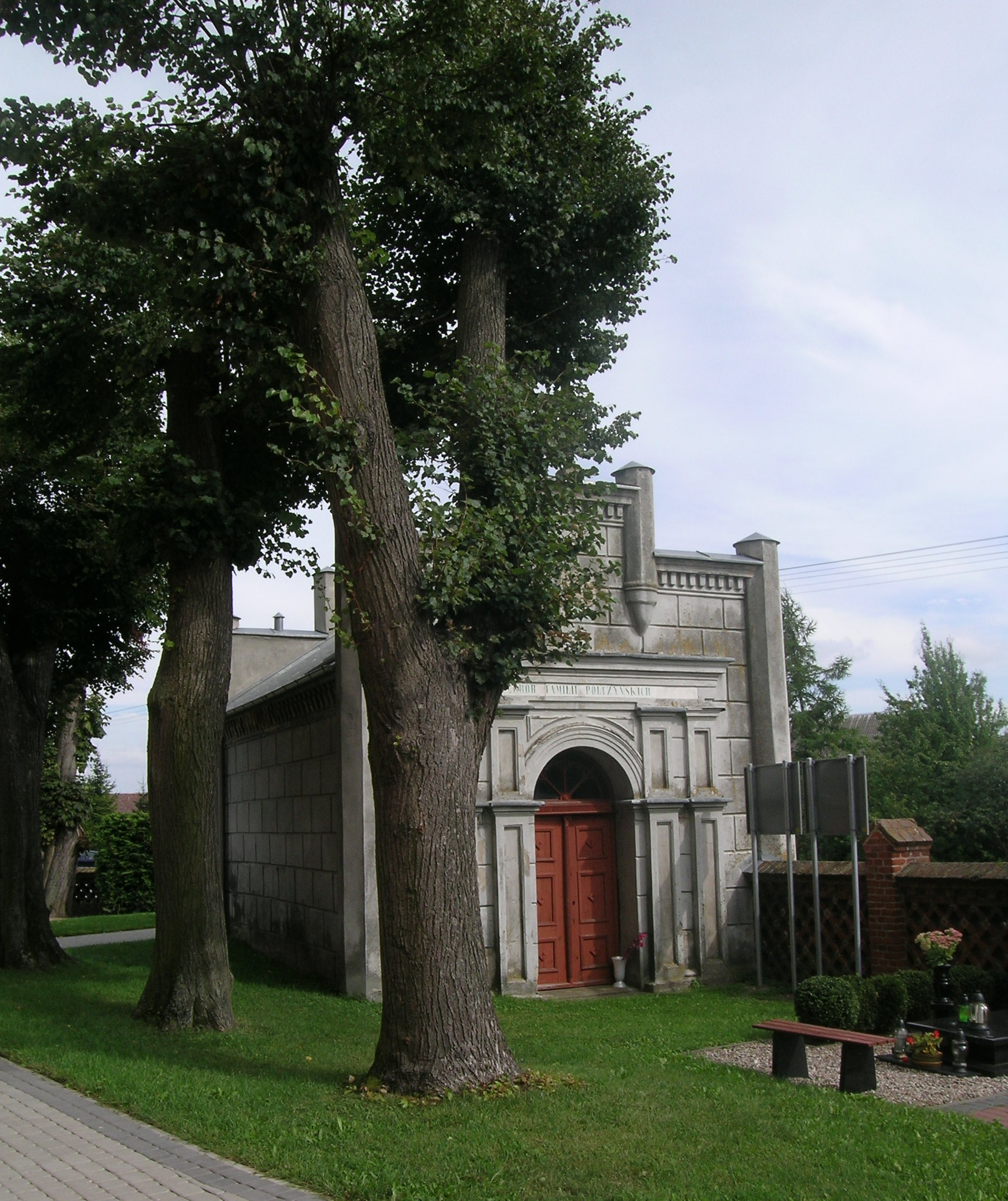
Mauzoleum przed renowacją
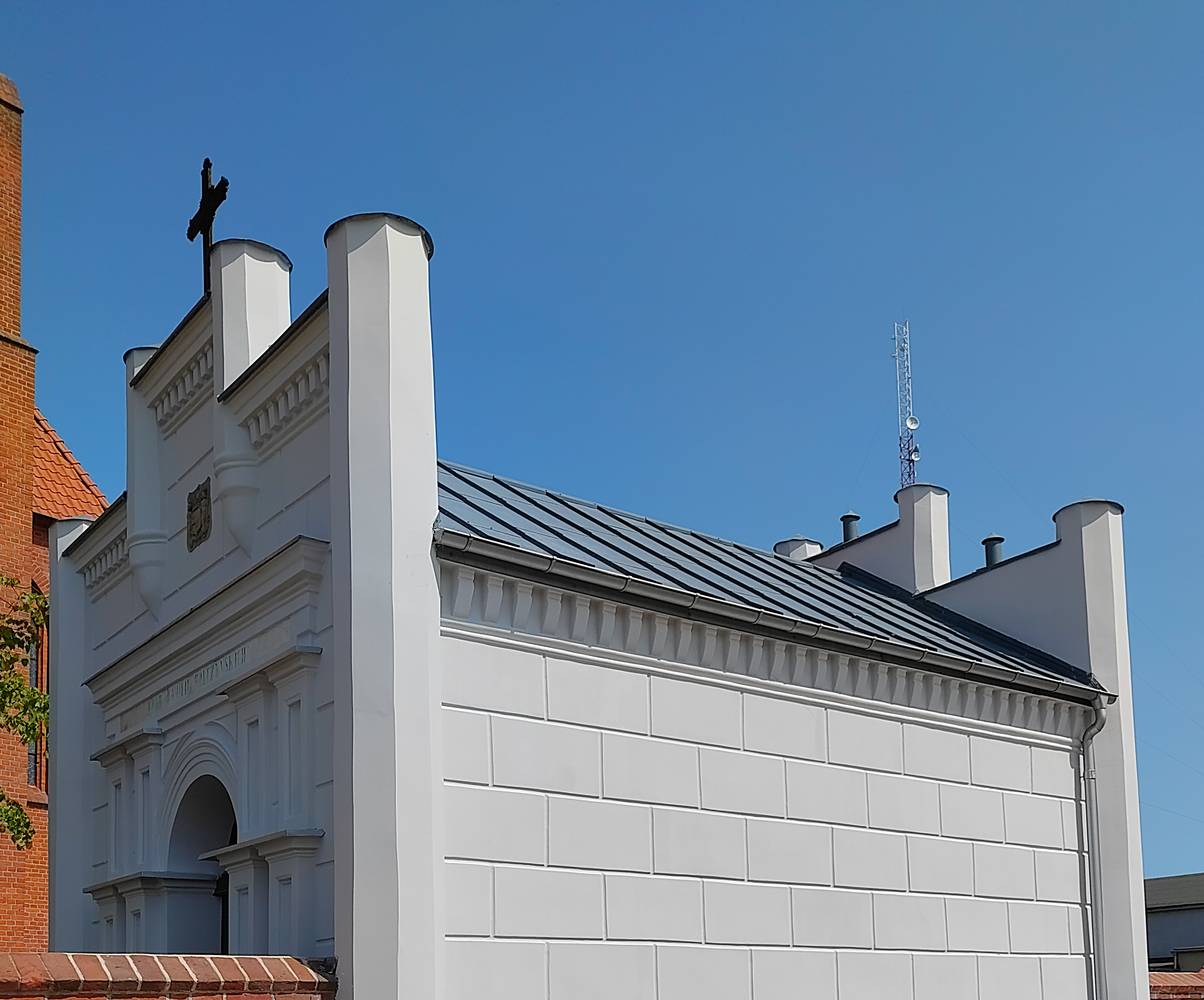
Mauzoleum Janta-Połczyńskich (od strony ulicy)
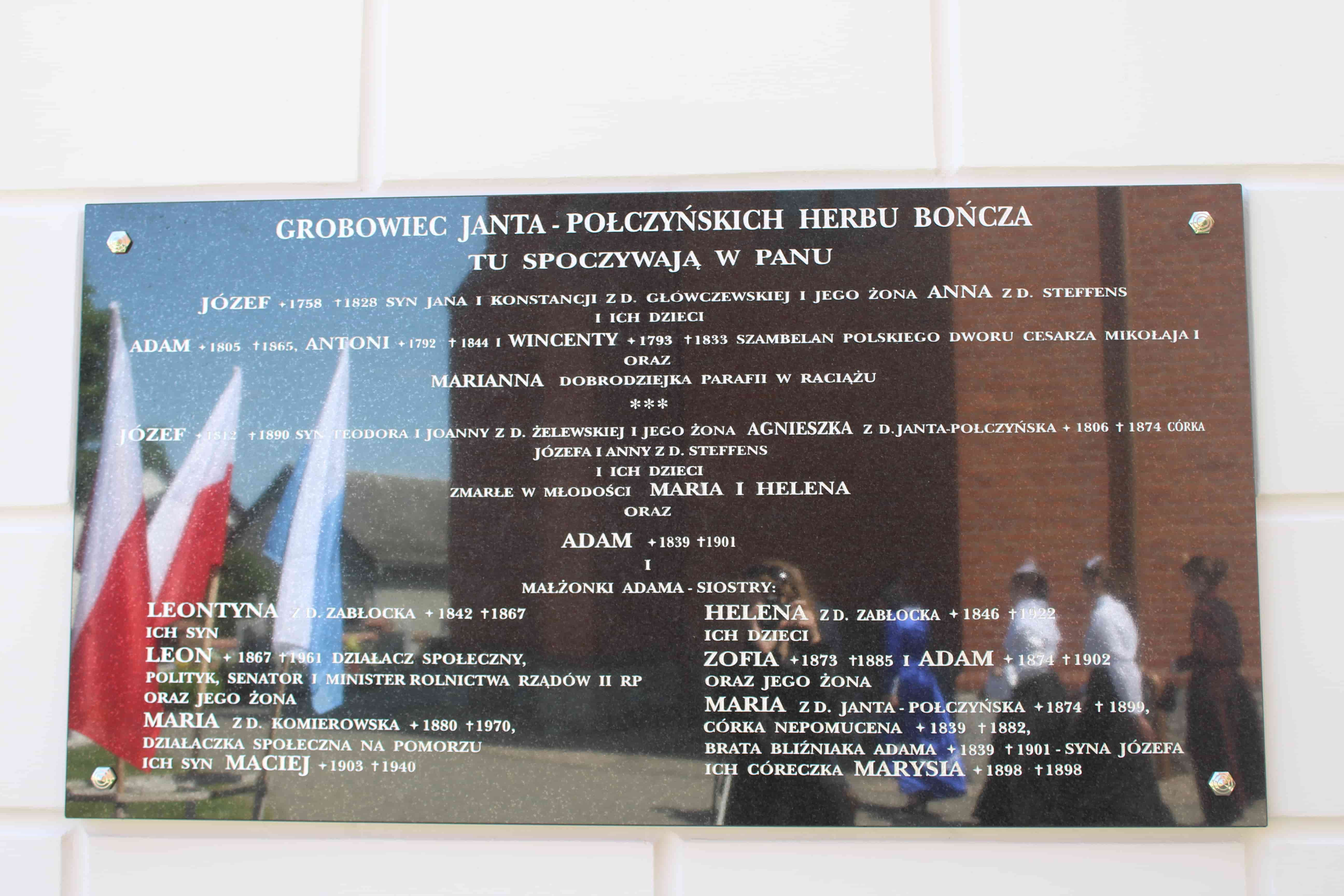